# Boniodendron
Boniodendron es un género de plantas perteneciente a la familia Sapindaceae. Contiene las siguientes especies: 
- Boniodendron minus (Hemsl.) TCChen
- Boniodendron parviflorum (Lecomte) Gagnep.